# Capitalisme d'imprimerie
Le capitalisme d'imprimerie désigne la théorie soutenant que le concept de  nation, en tant que communauté imaginaire, se développa sous l'impulsion donnée par l'invention de l'imprimerie et le marché  capitaliste à l'émergence de langues et discours communs. Afin de maximiser la circulation de leurs livres et autres médias, les marchands imprimèrent en effet ces derniers en langue vernaculaire (à la place, notamment, du latin). En conséquence, les lecteurs parlant différents dialectes locaux parvinrent à se comprendre et un discours commun émergea. Ainsi, selon Anderson, les premiers États-nations européens se sont ainsi formés autour de leur « langue d'impression nationale ».

## Terminologie
Le terme a été inventé par Benedict Anderson qui l'explique en profondeur dans son livre Imagined Communities en 1983.

## Développement de l'État-nation moderne
Le rôle de l'imprimerie dans la naissance des État-nations et du nationalisme modernes en tant que pilier principal de la légitimité politique ne fait aucun doute. Peu de temps après son invention par Gutenberg en 1454, des ouvrages tels que la Bible furent imprimés en langue vernaculaire. La publication des 95 thèses en 1517 accoucha de la Réforme protestante, elle-même source de 200 ans de guerres européennes qui virent progressivement s'établir l'Etat-Nation comme pouvoir dominant au détriment de l'Eglise. Le capitalisme d'imprimerie continue d'influencer le développement du nationalisme à travers l'expansion de la presse écrite.

## Sources
1. ↑  Benedict R. O'G. Anderson, Imagined Communities : Reflections on the Origin and Spread of Nationalism, Londres, Revised and extended., 1991, 224 p. (ISBN 978-0-86091-546-1, lire en ligne)
2. ↑   Shirky, Clay. Clay Shirky sur les institutions contre la collaboration .  TED Talk.
3. ↑  Reed, Christopher. Gutenberg à Shanghai: le capitalisme des empreintes chinoises, 1876-1937 .